# 韋馱
韋馱（梵語：Skanda，原譯作室建陀、塞建陀、私建陀，簡稱建陀，後“建”被誤寫為“違”，再簡化為“韋”，變成韋陀、韋馱）又稱韋馱天、韋馱菩薩，是一尊佛教的知名護法，執金剛神之一，為菩薩化身。韋馱過去為法意太子，因發願為密跡金剛力士來護持千位兄長成佛，願力的關係，示現護法相，後來蒙受釋迦牟尼佛授記，將於未來賢劫千佛中，最後一位成佛，佛號樓至，韋馱菩薩過去的名號於佛典中有著不同的翻譯，《悲華經》稱名為「持力捷」、「火淨藥王」，《大乘悲分陀利經》稱名為「持大力童子」、「無垢明藥王」。世傳祂統領東西南三大洲（東勝神洲、西牛賀洲、南贍部洲）巡遊護法事宜，保護出家人，護持佛法，故寺院都會供奉祂，並常將其的形象印在佛經與佛教典籍的末頁，冀望韋馱菩薩護持，讓正法久昌。在漢傳佛教中，韋馱天也被奉為二十諸天與二十四諸天之一的護法神，而祂的神像通常被摆在寺庙的大雄殿或四大天王殿里。
韋馱菩薩形象來自於南方增長天王部下一名稱作韋琨的將軍，為身穿盔甲、手持寶杵的天神身相。後來由於民間混淆的關係，這位韋將軍的形象，就成了韋馱菩薩的形象。

## 簡介

### 原型
韋馱天的原型是婆羅門教大自在天的兒子室建陀天。室建陀有二十幾個名字，除了室建陀之外，常見的有鳩摩羅天、迦絺吉夜、善梵天、能瘦、六面童子等，常見形像是一面二臂青年男性戰神，另外還有六面的形像。
室建陀天信仰最早起源於南印度和斯里蘭卡的泰米爾人，後來傳到整個印度。斯里蘭卡自古奉祂為守護神，釋迦牟尼佛曾三次到斯里蘭卡，室建陀天在這時皈依了釋迦牟尼佛，成了佛教的護法。另相傳釋迦牟尼佛涅槃後，有羅剎將釋迦牟尼佛的舍利子搶回去供奉，多虧善於行走的室建陀天奮力追奪回來。在唐密的胎藏界曼荼羅中，祂是外金剛部院205天之一，名為鳩摩羅天。藏密《聖妙吉祥真實名經》則說六面童子是文殊菩薩的忿怒化身。
室建陀天的名字會變成韋陀，唐朝慧琳所著《一切經音義》說：「違陀天，譯勘梵音云私建陀提婆，私建陀此云陰也，提婆云天也，但建、違相濫故，筆家誤耳。」這說法不是沒有依據的。南北朝時曇無讖法師所譯的三部經中，現今流通的版本，《大方等無想經》中譯為「建馱」，《金光明經》中譯為「違馱」，《大般涅槃經》譯為「違陀」。

另有唐朝義淨法師所譯的《金光明最勝王經》中則譯作「塞建陀」。由此比對可知，《金光明經》的「違馱」即「塞建陀」，也可知曇無讖習慣是沒有翻出「塞」的音，都是譯為建馱或建陀，後來兩經在傳抄中被誤寫「違馱」和「違陀」。

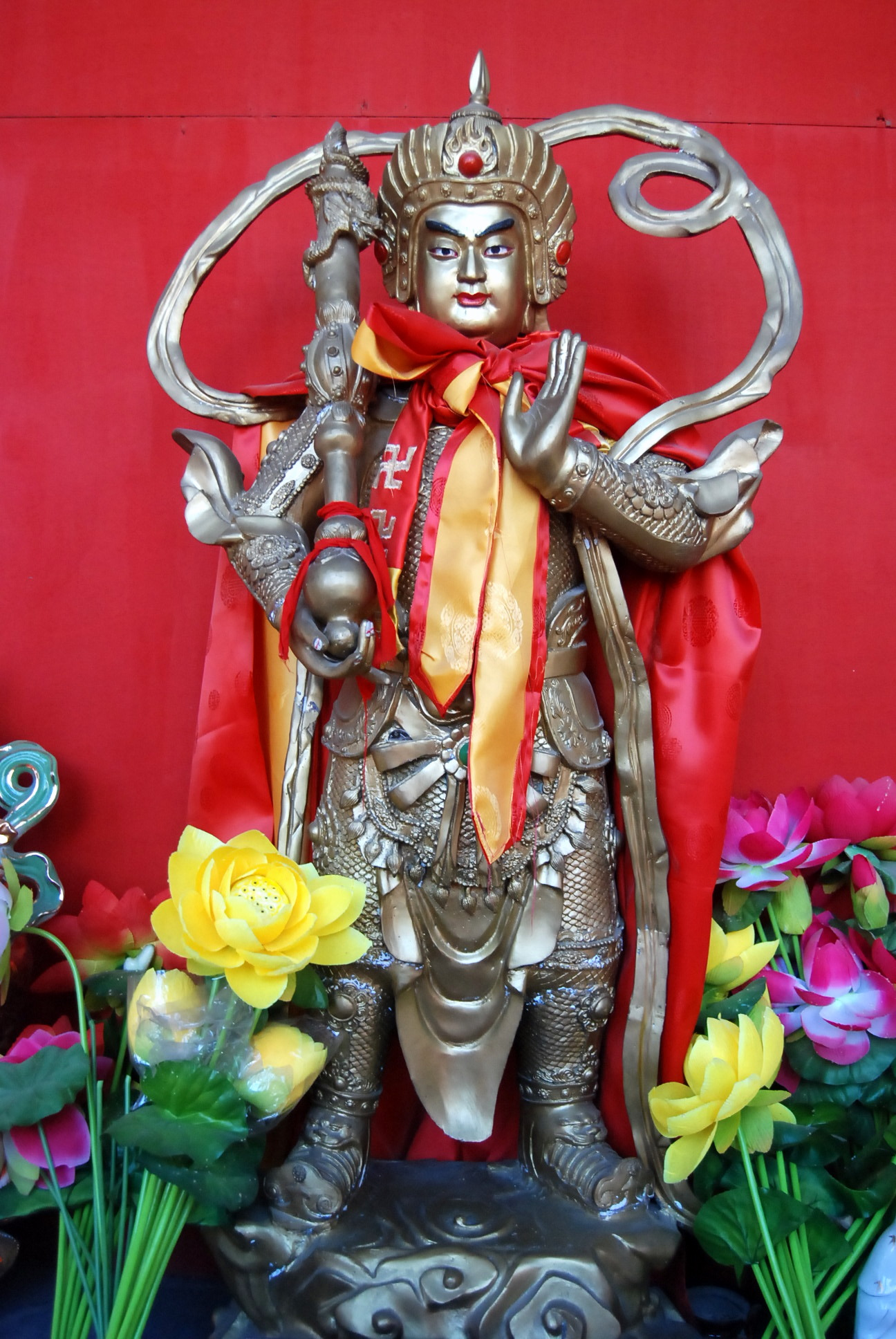
北京妙應寺中的韋馱像

### 轉變
現今所流傳的韋馱菩薩形像，實是受到唐朝《道宣律師感通錄》的影響所致。
《感通錄》云：「有一天來禮敬，敘暄涼已，曰：『弟子姓王，名璠。......弟子是南天韋將軍下之使者，將軍事務極多，擁護三州之佛法。」「又一天來，云：姓費氏。禮敬如前，云：『弟子迦葉佛時，生在初天韋將軍下。諸天以貪欲醉，弟子以宿願力，不戀天欲，清淨梵行，偏敬毘尼。韋將軍童真梵行，不受天欲。一王之下，有八將軍，四王三十二將，周四天下往還，護助諸出家人。四天下中，北天一州少有佛法，餘三天下佛法大弘。然出家人多犯禁戒，少有如法。東西天下人少黠慧，煩惱難化。南方一洲雖多犯罪，化令從善，心易調伏。佛臨涅槃，親受付屬，並令守護，不使魔嬈。若不守護如是破戒，誰有行我之法教者？故佛垂誡，不敢不行。雖見毀禁，愍而護之。若見一善，萬過不咎。事等忘瑕，不存往失。且人中臭氣，上熏於空四十萬里，諸天清淨，無不厭之。但以受佛付屬，令守護法，尚與人同止，諸天不敢不來。韋將軍三十二將之中最存弘護，多有魔子魔女輕弄比丘，道力微者並為惑亂。將軍恓遑奔赴，應機除剪。故有事至，須往四王所時，王見皆起，為韋將軍修童真行、護正法故。』」
由此可知，這位姓韋的天將軍是南方增長天王座下的八將軍之一，在四大天王三十二將軍之中最受敬重的一位，一是因為祂修童真梵行，二是因為祂守護僧伽及佛法最是不遺餘力。所以各地寺院都造其形像供奉。因祂姓韋，遂與原本被誤寫成「違陀」的室建陀天名稱相混，進一步改變成「韋陀」，並被稱為韋陀菩薩。
在中國傳統寺院，最前面會有山門，進了山門會有一座天王殿，天王殿裡正面是彌勒菩薩化身的布袋和尚，兩邊是四大天王，布袋和尚的背後則是韋馱菩薩，面朝著大雄寶殿，以鎮護道場，如:南投縣中台禪寺。韋馱菩薩的形像，是身穿盔甲、手持寶杵的天將軍身相。持杵的姿勢常見有三種，一種是兩手合掌，杵橫放在兩臂上，一種是單手持杵拄地，一種是單手持杵靠在肩上。

## 韋馱十大願
根據曇無讖所譯的《悲華經》記載，韋馱菩薩（經典中稱名為「持力捷」）曾於佛前發願護持正法等十大願：
持力捷疾對世尊說：「世尊。彼賢劫中諸佛世尊般涅槃已。最後妙音龍成阿耨多羅三藐三菩提。号那羅延勝葉。世尊。...」
1. 修菩薩道願：「我願於爾時修菩薩道。修諸苦行持戒佈施多聞精進忍辱愛語福德智慧。種種助道悉令具足。」
2. 護持正法願：「賢劫諸佛垂成佛時。願我在初奉施飲食。般涅槃後收取捨利。起塔供養。護持正法。見毀戒者勸化安止令住持戒。遠離正見墮諸見者。勸化安止令住正見。散亂心者勸化安止令住定心。無威儀者勸化安止住聖威儀。若有眾生欲行善根。 我當為其開示善根。」
3. 末法然燈願：「彼諸世尊般涅槃後正法垂滅。我於爾時當護持之令不斷絕。於世界中然正法燈。」
4. 劫難度眾願：「刀兵劫時。我當教化一切眾生。持不殺戒乃至正見。於十惡中拔出眾生。安止令住十善道中。滅諸盲冥開示善法。我當滅此劫濁命濁眾生濁煩惱濁見濁。令無有餘。於饑饉劫。我當勸化一切眾生。安止住於檀波羅蜜乃至般若波羅蜜。亦如是我勸眾生住六波羅蜜時。眾生所有一切饑餓。黑闇穢濁怨賊鬥諍。及諸煩惱悉令寂靜。於疾疫劫。我當教化一切眾生。悉令住於六和法中。亦令安止住四攝法。眾生所有疾疫黑闇當令滅盡。於半賢劫斷滅眾生如是苦惱。」
5. 末後成佛願：「一千四佛。於半劫中出世。涅槃。正法滅已。然後我當成阿耨多羅三藐三菩提。」
6. 無別千佛願：「如千四佛所得壽命聲聞弟子。我之壽命聲聞弟子。亦復如是等無差別。如千四佛於半劫中調伏眾生。願我亦於半賢劫之中調伏眾生。」
7. 調伏餘眾願：「半劫中諸佛所有聲聞弟子。毀於禁戒墮在諸見。於諸佛所無有恭敬。生於嗔恚惱害之心。破法壞僧誹謗賢聖。毀壞正法作惡逆罪。世尊。我成阿耨多羅三藐三菩提時。悉當拔出於生死污泥。令入無畏涅槃城中。」
8. 化佛教化願：「我般涅槃後正法賢劫一時滅盡。若我涅槃正法賢劫俱滅盡已。我之齒骨並及舍利。悉當變化作佛形像。三十二相瓔珞其身。一一相中有八十種好。次第莊嚴遍至十方無量無邊無佛世界。一一化佛以三乘法。教化無量無邊眾生悉令不退。若彼世界病劫起時無有佛法。是化佛像亦當至中。教化眾生如前所說。」
9. 摩尼寶珠願：「若諸世界無珍寶者。願作如意摩尼寶珠。雨諸珍寶自然發出純金之藏。」
10. 作大醫王願：「若諸世界所有眾生。離諸善根諸苦纏身。我當於中雨憂陀娑香栴檀沉水種種諸香。令諸眾生斷煩惱病諸邪見病身四大病。於三福處勤心修行。令命終時生天人中。」

## 讚頌
在佛教的早晚功课中，还有专门的《韋馱贊》：
- 韦驮天将[5]
- 菩萨化身
- 拥护佛法誓弘深
- 宝杵镇魔军
- 功德难伦
- 祈祷副群心
- 南无普眼菩萨摩诃萨  摩诃般若波罗蜜

## 韋馱天信仰

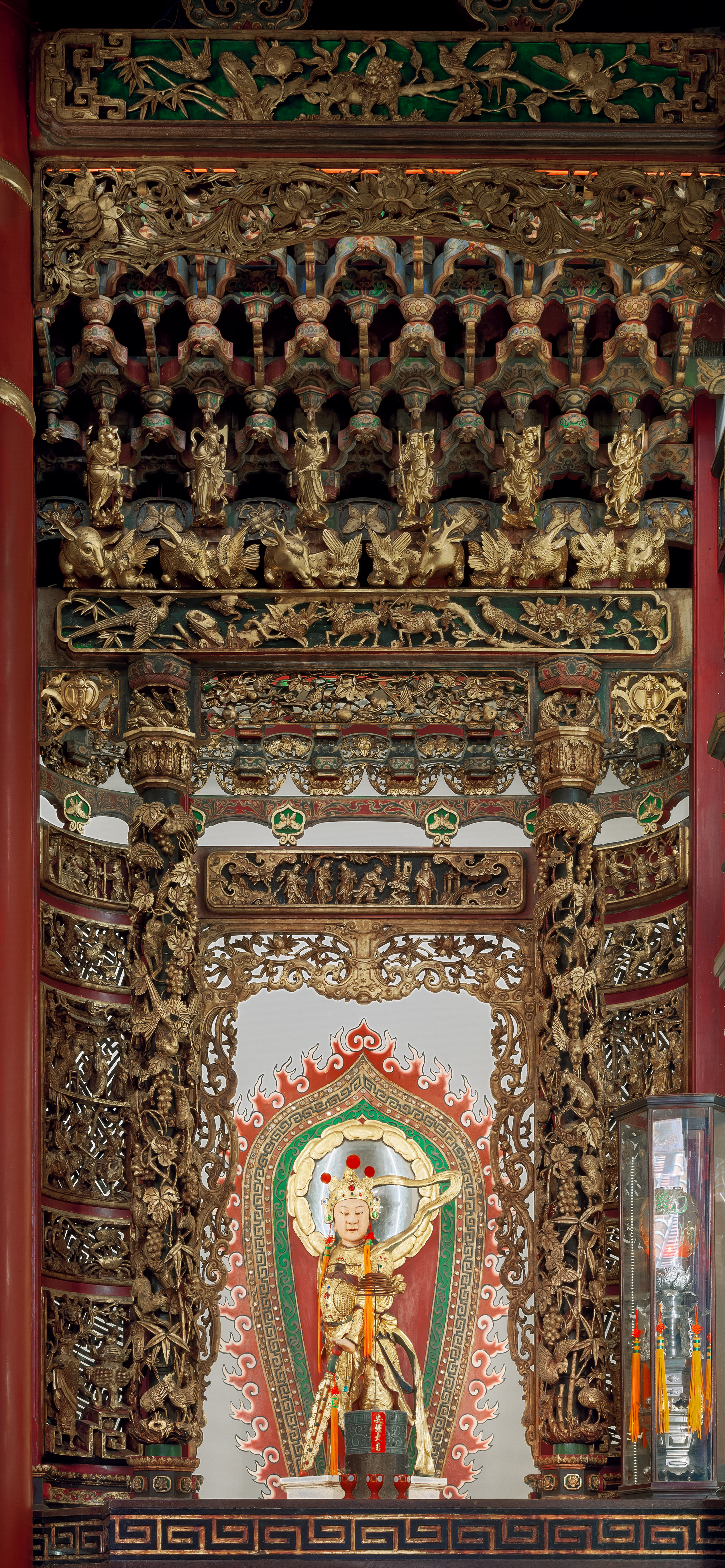
高雄代天宮供奉的韋馱泥塑立像

- 漢地佛寺有「掛單」文化，即佛寺接納外地僧侶免費食宿。佛寺不便直接拒絕僧侶掛單，相傳以韋馱菩薩手持降魔杵之方向，判別寺院的規模、性質以及能否掛單的告示，若韋馱菩薩將杵扛在肩上，表示該寺廟規模非常大，任何外來僧人都能來此掛單三日；若將杵平端手中，表示該寺廟是中等規模，可以接受外來僧人掛單一日；若將杵立在地上，表示該寺廟是家小寺廟，一般不接待外來掛單的僧人[10]。
- 韋馱菩薩為佛教大護法，尤為漢傳佛教所重視，故漢傳佛教印刷佛經均在經書末頁附印菩薩聖像。
- 在漢地相傳浙江天目山為韋馱菩薩應化道場。
- 日本人將韋馱奉為厨房和僧坊的守护神，不但請衪守護僧侶，還要照顧廚房和小朋友的病痛。在日本禪宗，韋馱是行動快速的象徵，故有「韋馱天走」的俗語[11]，2019年NHK年度大河劇《韋馱天～東京奧運故事～》，以韋馱做為劇名。

## 文學作品
《封神榜》中韋馱名為“韋護”（“韦驮护法”的简称），是道行天尊的弟子，與韓毒龍和薛惡虎同門，法寶有“降魔杵”。
《济公全传》中有韦驮显身降妖的故事。
《新著龍虎門》中，龍虎門陣營有一名叫韋陀的青年高手。韋陀身負絕世神功"九霄真經"第九章功力，亦是詠春拳的高手，大有宗師風範。

## 外部連結
- 中台世界博物館 佛教藝術事典 韋馱天 （页面存档备份，存于）
- 韋陀菩薩十大願 （页面存档备份，存于）